# José Ramón Pelier
José Ramón Pelier Córdova (Baracoa, 7 de febrero de 2001) es un deportista cubano que compite en piragüismo en la modalidad de aguas tranquilas. Ganó dos medallas en los Juegos Panamericanos de 2023, oro en C1 1000 m y bronce en C2 500 m.

## Palmarés internacional
| Juegos Panamericanos | Juegos Panamericanos | Juegos Panamericanos | Juegos Panamericanos |
| Año                  | Lugar                | Medalla              | Competición          |
| -------------------- | -------------------- | -------------------- | -------------------- |
| 2023                 | Santiago (Chile)     | Medalla de oro       | C1 1000 m            |
| 2023                 | Santiago (Chile)     | Medalla de bronce    | C2 500 m             |